# Monster Movie
Monster Movie — дебютный студийный альбом краут-рок-группы Can, вышедший в 1969 году. Альбом объединяет в себе элементы психоделического рока, блюза, фри-джаза, этнической музыки. Также, во вводном треке «Father Cannot Yell» особенно заметно влияние Velvet Underground. Импровизационный подход, эксперименты с обработкой звука и наложением различных звуковых эффектов впоследствии станут основополагающими для дальнейших альбомов группы начала 1970-х.

## Об альбоме
Monster Movie оказал большое влияние на формирование такого жанра, как краут-рок. Это первый альбом Can (до отложенного издания альбома 1968 года Delay 1968 и воссоединения в 1989 году в альбоме Rite Time) с вокалистом Малкольмом Муни. В следующем альбоме Soundtracks Малкольма Муни заменит другой вокалист — Дамо Судзуки.
На нескольких копиях LP был подзаголовок «Сделано в замке с лучшим оборудованием» (англ. «Made in a castle with better equipment»), что является отсылкой к Нёрфених, замку XIV-го века, расположенному в Северном Рейн-Вестфалии, где группа записывалась с 1968 по 1969 год.

## Список композиций
Все песни написаны группой Can
| №  | Название                 | Длительность |
| -- | ------------------------ | ------------ |
| 1. | «Father Cannot Yell»     | 7:06         |
| 2. | «Mary, Mary So Contrary» | 6:21         |
| 3. | «Outside My Door»        | 4:11         |

| №                   | Название            | Длительность |
| ------------------- | ------------------- | ------------ |
| 4.                  | «Yoo Doo Right»     | 20:27        |
| Общая длительность: | Общая длительность: | 38:05        |

## Участники записи
- Малкольм Муни — вокал;
- Михаэль Кароли — гитара;
- Ирмин Шмидт — клавишные;
- Хольгер Цукай — бас-гитара;
- Яки Либецайт — ударные.